# Management Center Innsbruck
El MCI Management Center Innsbruck es un centro de enseñanza superior en Tirol.

## Historia y organización
El MCI Management Center Innsbruck fue fundado en 1995/96 como centro de enseñanza superior organizado según el derecho privado, a pesar de ser de propiedad mayoritariamente pública. Las entidades participantes del centro son:
- en un 75% la “Träger-Verein MZT” [Asociación MZT] cuyos miembros son el Estado Federado de Tirol, la Ciudad de Innsbruck, la Cámara de Economía de Tirol, la Cámara de Trabajo de Tirol, la Federación de la Industria de Tirol, la Universidad de Innsbruck y la Facultad de Ciencias Sociales y Económicas de la Universidad de Innsbruck
- en un 12,5 % la “Träger-Verein Technik” [Asociación de la Técnica]
- en un 12,5 % la “Träger-Verein Tourismus” [Asociación del Turismo]

Además, el trabajo del centro es apoyado por una asociación promotora compuesta por empresas activas en diferentes sectores económicos.
El MCI es un sustentador acreditado de estudios de enseñanza superior según el art. 2 de la Fachhochschul-Studiengesetz [FHStG; ley de estudios de enseñanza superior]. Por lo tanto no es una universidad pública ni privada ni una universidad de ciencias aplicadas. MCI es un centro de enseñanza superior organizado según el derecho privado y registrado como El Centro Empresarial® o The Entrepreneurial School®.

## Campus
El MCI mantiene 5 centros en Innsbruck.
- MCI I + II: Universitätsstrasse 15, en el centro de la ciudad, entre el casco viejo/Teatro Regional, la Facultad de Teología y la Facultad de Ciencias Sociales y Económicas
- MCI III: Weiherburggasse 8
- MCI IV: Maximilianstrasse 2
- MCI V: Kapuzinergasse 9
- Estos centros estarán reunidos en un campus interurbano próximo al Jardín Imperial de Innsbruck (adquisición 2020).

Como parte del concepto de colaboración Offene Universität Innsbruck ( Universidad Abierta de Innsbruck), el MCI comparte con las universidades de Innsbruck instituciones como bibliotecas, laboratorios, comedores, instalaciones deportivas etc.

## Estudios de grado y máster
Los estudios consecutivos de grado y máster están concebidos como estudios de enseñanza superior. De 2005 a 2009, todas las carreras fueron adaptadas al modelo de grado/máster definido por el Proceso de Bolonia. Opcionalmente, los estudiantes del MCI pueden cursar un semestre en uno de los aproximadamente 200 centros de enseñanza superior asociados en el mundo entero. Además, en la actualidad, es posible obtener títulos dobles (Double-Degree) o conjuntos (Joint-Degree) en 8 universidades socias.
| Biotecnología | Bachelor of Science (BSc) | 6         | A tiempo completo                    |  |  |  |  |
| Negocios y Gestión (en Inglés) | Bachelor of Arts (BA)     | 6         | A tiempo completo o a tiempo partido |  |  |  |  |
| Tecnología de Alimentos y Materias Primas | Bachelor of Science (BSc) | 6         | A tiempo completo o a tiempo partido |  |  |  |  |
| Gestión, Comunicación y Tecnología de la Información Ramo de estudios de Gestión Ramo de estudios de Medios de Comunicación                            | Bachelor of Arts (BA)     | 6         | A tiempo completo                    |  |  |  |  |
| Gestión y Derecho | Bachelor of Arts (BA)     | 6         | A tiempo completo                    |  |  |  |  |
| Ingeniería Mecatróníca | Bachelor of Science (BSc  | 6         | A tiempo completo o a tiempo partido |  |  |  |  |
| Gestión de Empresas sin Fines de Lucro, del Sector Social y de la Salud                                                                                | Bachelor of Arts (BA)     | 6         | A tiempo completo                    |  |  |  |  |
| Trabajo Social | Bachelor of Arts (BA)     | 6         | A tiempo completo                    |  |  |  |  |
| Ingeniería Ambiental, de Procedimientos y Procesos y de Energía                                                                                        | Bachelor of Science (BSc) | 6         | A tiempo completo o a tiempo partido |  |  |  |  |
| Ingeniería Económica | Bachelor of Science (BSc) | 6         | A tiempo completo o a tiempo partido |  |  |  |  |
| Ciencias Empresariales | Bachelor of Science (BSc) | 6         | Уn línea, a tiempo partido           |  |  |  |  |
| Estudios de máster | Título                    | Semestres | Modelo de dedicación **              |  |  |  |  |
| Biotechnología | Master of Science (MSc)   | 4         | A tiempo completo                    |  |  |  |  |
| Empresariado y Turismo Ramo de estudios de Gestíon Estratégica y Turismo Ramo de estudios de Gestíon de Marketing y Turismo (en inglés)                | Master of Arts (MA)       | 4         | A tiempo completo                    |  |  |  |  |
| Negocios Internacionales y Gestión (en inglés) | Master of Arts (MA)       | 4         | A tiempo completo o a tiempo partido |  |  |  |  |
| Gestión estratégica & derecho (en inglés) | Master of Arts (MA)       | 4         | A tiempo completo                    |  |  |  |  |
| Gestión Internacional de la Salud y del Sector Social                                                                                                  | Master of Arts (MA)       | 4         | A tiempo completo                    |  |  |  |  |
| Gestión, Comunicación y Tecnología de la Información (en inglés)                                                                                       | Master of Arts (MA)       | 4         | A tiempo completo                    |  |  |  |  |
| Ingeniería Mecatrónica - Ingeniería Mecánica (a tiempo completo en inglés; a tiempo partido en alemán)                                                 | Master of Science (MSc)   | 4         | A tiempo completo o a tiempo partido |  |  |  |  |
| Economía de las Materias Primas y los Alimentos | Master of Science (MSc)   | 4         | A tiempo completo                    |  |  |  |  |
| Trabajo, Política y Gestión Sociales | Master of Arts (MA)       | 4         | A tiempo partido                     |  |  |  |  |
| Ingeniería Ambiental, de Procedimientos y Procesos y de Energiía Ramo de estudios de Ingeniería de Energía Ramo de estudios de Ingeniería de Ambiental | Master of Science (MSc)   | 4         | A tiempo completo o a tiempo partido |  |  |  |  |
| Ingeniería Económica | Master of Science (MSc)   | 4         | A tiempo partido                     |  |  |  |  |
| Recursos biológicos & ingeniería alimentaria | Master of Science (MSc)   | 4         | A tiempo completo                    |  |  |  |  |

- - Debido a la estructura especial de las clases en las carreras de máster a tiempo completo es posible ejercer una actividad laboral de forma limitada.

Por otra parte, en la actualidad, MCI asesora tesis doctorales en 10 universidades más en Austria y en el extranjero.

## Enseñanza para ejecutivos
Estudios de máster de posgrado
Los estudios de máster de posgrado para ejecutivos están concebidos como carreras de formación continua según el art. 9 de la FHStG y además fueron acreditadas por la FIBAA con el sello “Premium” [5]. La carrera de “Derecho Internacional Económico y Fiscal” con el título de LL.M. se realiza como carrera de doble grado en cooperación con la Frankfurt School of Finance & Management y tiene lugar a partes iguales en Innsbruck y en Fráncfort del Meno.
| Estudio de postgrado                                                                       | Título | Semestres |
| ------------------------------------------------------------------------------------------ | ------ | --------- |
| Gestión en General para Ejecutivos                                                         | MBA    | 4         |
| Master of Science de Gestión                                                               | MSc    | 4         |
| Master or Science de Innovación y Derecho de la Propiedad Intelectual align="center" \|MSc | 4      |           |
| Derecho Internacional Económico y Fiscal                                                   | LL.M.  | 4         |

### Seminarios con certificado
- Gestión de Marcas
- Control de Gestión y Gobierno Corporativo
- Gestión en General
- Gestión de Innovaciones, Productos y Procesos
- International Management Program®
- Gestión, Psicología y Liderazgo
- Marketing
- Gestión de Patentes y Licencias
- Gestión de Recursos Humanos
- Gestión de Ventas
- Gestión de la Cadena de Suministro
- Gestión y Liderazgo en el Sector del Turismo
- Marketing e Innovación en el Sector del Turismo
- Comunicación Empresarial

Los títulos de seminarios con certificado son convalidables con los estudios de máster de posgrado mencionados anteriormente. Mediante la combinación de varios seminarios con certificado y la elaboración de una tesis de máster que cumpla los requisitos de carácter científico puede obtenerse el título de MBA, MSc o LL.M.
Además se ofrecen unos 30 seminarios intensivos de temas como liderazgo, gestión, derecho y comunicación. La oferta de estudios y formación continua del MCI también está disponible para empresas en todos los países de lengua oficial alemana en forma de cursos de formación continua empresarial.

### Títulos
Los estudios en el MCI culminan en la obtención de los siguientes títulos académicos 
- Bachelor of Arts in Business (BA)
- Bachelor of Science (BSc)
- Master of Arts in Business (MA)
- Master of Science (MSc)

debidamente certificados (diploma, título de grado, Diploma Supplement etc.). Se recomienda que el título académico se use combinado con la marca “MCI” como información acerca del centro otorgante para generar confianza y permitir la orientación en un mercado educativo y científico poco claro. Ejemplos: BA (MCI), MSc (MCI)
Los graduados/las graduadas tendrán la posibilidad de comenzar a ejercer una profesión o cursar estudios de máster ulteriores y pertinentes en centros de enseñanza superior en Austria y el extranjero.

### Centros de enseñanza superior asociados
El MCI coopera con numerosos centros de enseñanza superior asociados a nivel internacional, [7] en los que “estudiantes selectos” pueden cursar un semestre de sus estudios. La oferta se complementa mediante convenios de doble grado y numerosas opciones para estudiar en el extranjero.

### Galardones y rankings
Ranking de centros de enseñanza superior del CHE: En la comparativa internacional más reciente del Centrum für Hochschulentwicklung [CHE; Centro de Desarrollo de la Enseñanza Superior], el Management Center Innsbruck obtuvo 70 puestos en el grupo líder con sus carreras en los sectores de Ciencias Económicas y Sociales así como Ingeniería Económica.
Sello “Premium” de la FIBAA:  En el año 2014, el MCI se sometió a la auditoría de centros de enseñanza superior prevista por la ley y además a una acreditación institucional voluntaria.
La agencia internacional de acreditación FIBAA ha otorgado el sello “Premium” de la FIBAA a los estudios de máster de posgrado del MCI
•	Gestión en General para Ejecutivos MBA y
•	Master of Science en Gestión MSc.
Universum Survey 2014: El Universum Survey 2014 indica que el MCI es el mejor centro de enseñanza superior de Austria y le otorga el galardón “TOP University 2014”.
El 11 de junio de 2009, en Bruselas, la Comisión Europea le otorgó las etiquetas DS y ECTS al MCI como primer centro de enseñanza superior austriaco. Estas dos etiquetas fueron renovadas por la Comisión Europea en 2013.

### Otras informaciones
Los MCI Student Services atienden a los estudiantes en los temas de alojamiento/vivienda, becas/ayudas, deportes/cultura/ocio, literatura/bibliotecas y asuntos personales (p.ej. asesoramiento psicológico, parroquias).
Un centro de idiomas propio les ofrece a los estudiantes la posibilidad de aprender numerosas lenguas y adquirir competencias interculturales más allá de las lenguas extranjeras integradas en los planes de estudios.
El club de antiguos alumnos del MCI (MCI Alumni & Friends), al que pertenecen también todos los estudiantes del MCI, organiza conferencias y coloquios con personas con capacidad de decisión en las áreas de economía, cultura y política. El lema de MCI Alumni & Friends es “im Netzwerk motivierter Menschen” [“en una red de personas motivadas”].
El MCI Career Center ofrece apoyo en la búsqueda/intermediación de prácticas durante los estudios, puestos de trabajo y la promoción profesional una vez concluidos los estudios.
La Österreichische HochschülerInnenschaft [ÖH; Asociación Estudiantil Austriaca] en el MCI se encarga de representar a los/las estudiantes del Management Center Innsbruck. Los vocales de las distintas carreras, los presidentes y el mandatario federal de la ÖH se eligen cada año durante el semestre de verano.